# Kvalifikace na Mistrovství světa ve fotbale 1974 (CONMEBOL)
Kvalifikace na Mistrovství světa ve fotbale 1974 zóny CONMEBOL určila 2 účastníky finálového turnaje a jednoho účastníka mezikontinentální baráže.
Devítka účastníků byla rozlosována do 3 skupin po 3 týmech. Ve skupinách se utkal každý s každým dvoukolově doma a venku. Vítězové skupin 1 a 2 postoupili přímo na MS, zatímco vítěz skupiny 3 postoupil do mezikontinentální baráže proti celku ze zóny UEFA.

## Skupina 1
| Poř. | Tým      | B | Z | V | R | P | VG | IG | +/- |
| ---- | -------- | - | - | - | - | - | -- | -- | --- |
| 1    | Uruguay  | 5 | 4 | 2 | 1 | 1 | 6  | 2  | 4   |
| 2    | Kolumbie | 5 | 4 | 1 | 3 | 0 | 3  | 2  | 1   |
| 3    | Ekvádor  | 2 | 4 | 0 | 2 | 2 | 3  | 8  | -5  |

| Datum                        | Domácí   | Výsledek | Hosté    |
| ---------------------------- | -------- | -------- | -------- |
| 21. června 1973, Bogotá      | Kolumbie | 1 – 1    | Ekvádor  |
| 24. června 1973, Bogotá      | Kolumbie | 0 – 0    | Uruguay  |
| 28. června 1973, Guayaquil   | Ekvádor  | 1 – 1    | Kolumbie |
| 1. července 1973, Quito      | Ekvádor  | 1 – 2    | Uruguay  |
| 5. července 1973, Montevideo | Uruguay  | 0 – 1    | Kolumbie |
| 8. července 1973, Montevideo | Uruguay  | 4 – 0    | Ekvádor  |

Uruguay postoupila na Mistrovství světa ve fotbale 1974.

## Skupina 2
| Poř. | Tým       | B | Z | V | R | P | VG | IG | +/- |
| ---- | --------- | - | - | - | - | - | -- | -- | --- |
| 1    | Argentina | 7 | 4 | 3 | 1 | 0 | 9  | 2  | 7   |
| 2    | Paraguay  | 5 | 4 | 2 | 1 | 1 | 8  | 5  | 3   |
| 3    | Bolívie   | 0 | 4 | 0 | 0 | 4 | 1  | 11 | -10 |

| Datum                       | Domácí    | Výsledek | Hosté     |
| --------------------------- | --------- | -------- | --------- |
| 2. září 1973, La Paz        | Bolívie   | 1 – 2    | Paraguay  |
| 9. září 1973, Buenos Aires  | Argentina | 4 – 0    | Bolívie   |
| 16. září 1973, Asunción     | Paraguay  | 1 – 1    | Argentina |
| 23. září 1973, La Paz       | Bolívie   | 0 – 1    | Argentina |
| 30. září 1973, Asunción     | Paraguay  | 4 – 0    | Bolívie   |
| 7. října 1973, Buenos Aires | Argentina | 3 – 1    | Paraguay  |

Argentina postoupila na Mistrovství světa ve fotbale 1974.

## Skupina 3
Venezuela se vzdala účasti.
| Poř. | Tým   | B | Z | V | R | P | VG | IG | +/- |
| ---- | ----- | - | - | - | - | - | -- | -- | --- |
| 1=   | Chile | 2 | 2 | 1 | 0 | 1 | 2  | 2  | 0   |
| 1=   | Peru  | 2 | 2 | 1 | 0 | 1 | 2  | 2  | 0   |

| Datum                             | Domácí | Výsledek | Hosté |
| --------------------------------- | ------ | -------- | ----- |
| 29. dubna 1973, Lima              | Peru   | 2 – 0    | Chile |
| 3. května 1973, Santiago de Chile | Chile  | 2 – 0    | Peru  |

Týmy Chile a Peru měly stejný počet bodů a stejný rozdíl vstřelených a obdržených branek. O postupu tak musel rozhodnout dodatečný zápas na neutrální půdě.
| Datum                     | Domácí | Výsledek | Hosté |
| ------------------------- | ------ | -------- | ----- |
| 5. srpna 1973, Montevideo | Chile  | 2 – 1    | Peru  |

Chile postoupilo do mezikontinentální baráže.